# Station Hanoi

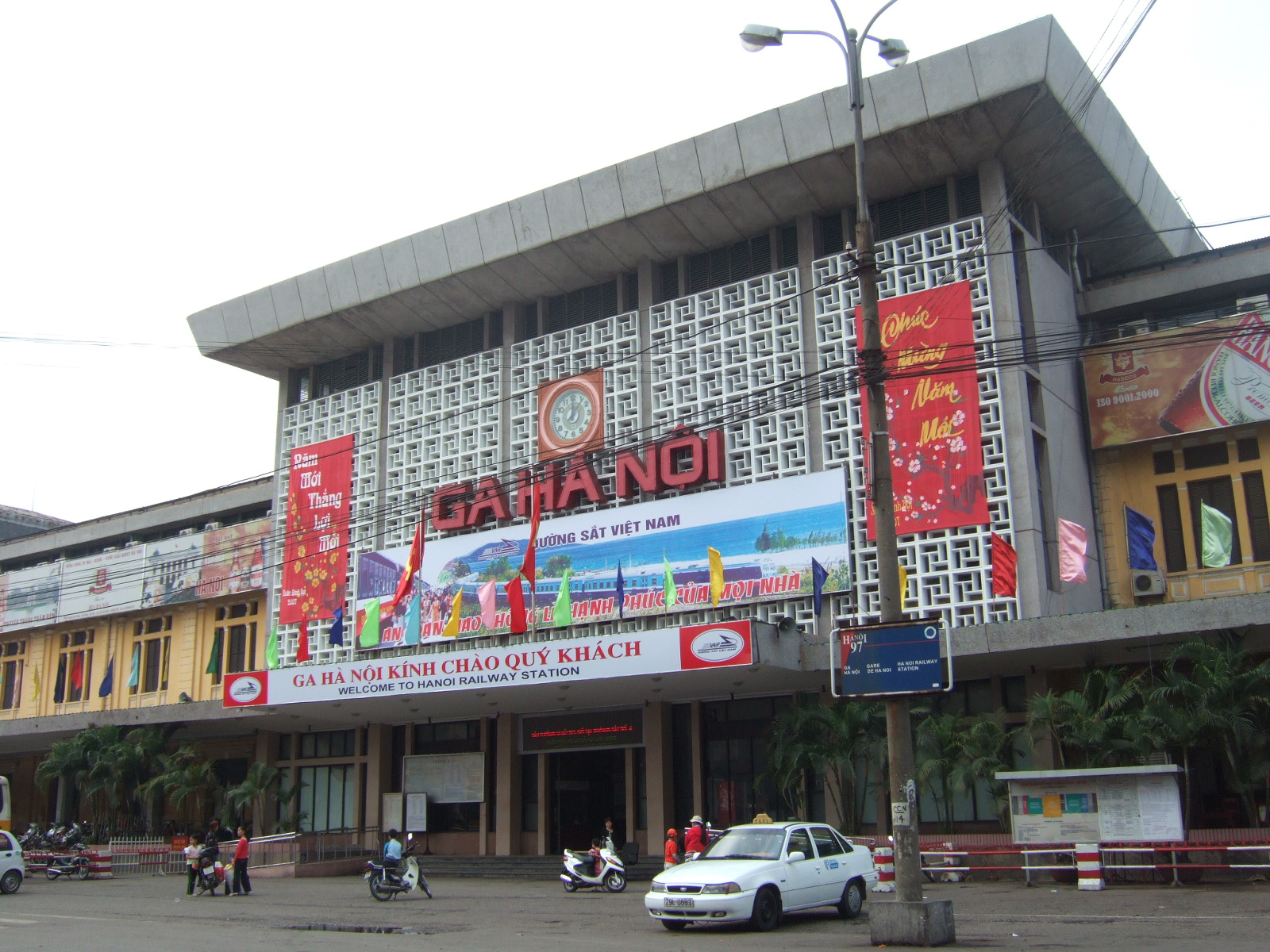
Station Hanoi overdag

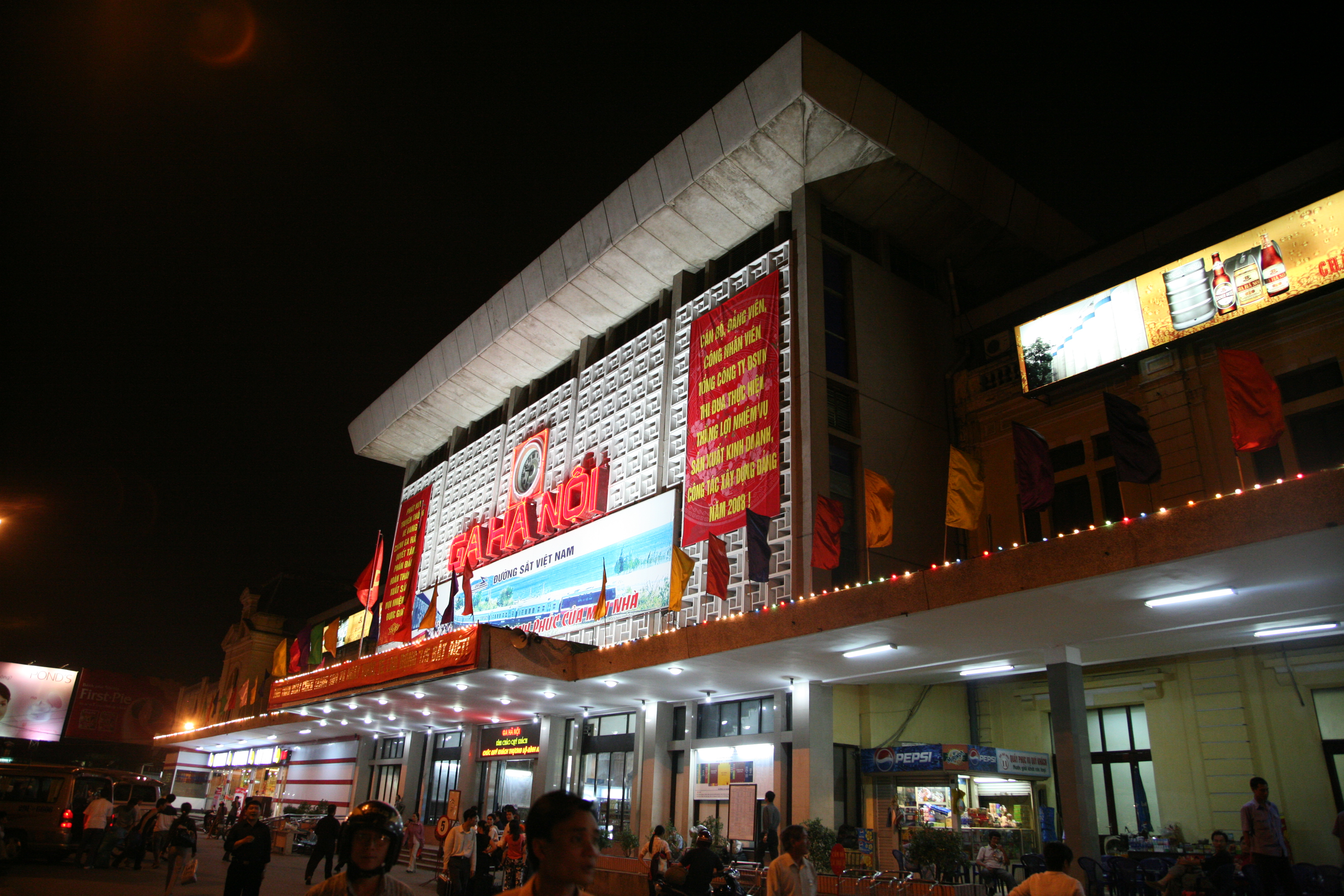
Station Hanoi 's nachts

Station Hanoi of Station Hàng Cỏ is een spoorwegstation dat in 1902 door de Franse kolonisten werd gebouwd in Hanoi, de hoofdstad van Vietnam. Station Hanoi ligt aan de Noord-zuid spoorweg en via deze spoorlijn is Hanoi per trein verbonden met Ho Chi Minhstad, alwaar het Station Sài Gòn staat. Dit is het eindpunt van deze spoorlijn.
Het station staat vlak bij de Rode Rivier, alwaar de Long Biênbrug overheen gaat. Deze brug werd gebouwd door Gustave Eiffel in dezelfde periode als het station. In 1903 werd het station aangesloten op de Spoorlijn Hà Nội - Hải Phòng. Hải Phòng is een district ten oosten van de stad Hanoi. In 1905 volgde de Spoorlijn Hà Nội - Lào Cai.
Station Hanoi · Station Phu Ly · Station Nam Dinh · Station Thanh Hoa · Station Hai Phong · Station Vinh · Station Đồng Hới · Station Dong Ha · Station Hue · Station Da Nang · Station Tam Ky · Station Quang Ngai · Station Dien Tri · Station Tuy Hoa · Station Nha Trang · Station Muong Man · Station Sài Gòn